# جيرترود الدرفير
جيرترود ألدرفير (جيرت) (21 سبتمبر 1931م-27 فبراير 2018م) أول لاعبة كرة قاعدة للنساء ومساك من عام 1949م حتى عام 1950م في دوري البيسبول للمحترفين الأمريكيين عمومًا. فهي ضاربة ورامية بيدها اليمنى.

## بداية حياتها
من مواليد كولبسفيل، بنسلفانيا، فكانت ألدرفير رياضية شاملة لعبت الهوكي وكرة السلة والكرة اللينة في المدرسة الثانوية. حيث لعبت أيضًا في فريق البيسبول لمدة عامين وكانت فيه الفتاة الوحيدة بين العديد من الأولاد.
وفي سن السابعة عشر، حضرت تجربة «دوري البيسبول للمحترفين لكل الفتيات الأمريكيات» مع حوالي 200 فتاة في ألينتاون، بنسلفانيا. تسعة منهم فقط وصلوا إلى وجهتهم، بما في ذلك ألدرفير. ثم ذهبت إلى شيكاغو، إلينوي للتدريب في الربيع بعد ليلة تخرجها. حيث قضت معظم وقتها في «دوري البيسبول للمحترفين لكل الفتيات الأمريكيات» في فريقي التدريب، سبرينجفيلد ساليس وشيكاغو كولينز، على الرغم من أنها بقيت مع مسكيجون لاسيس خلال خمسة أسابيع في عام 1950.

## مهنة في «دوري البيسبول للمحترفين لكل الفتيات الأمريكيات»
لعبت مع كولينز وساليس ألعاب استعراضية وتعاقدوا مع مواهب جديدة أثناء تجولهم في الجنوب والشرق. حيث تضمنت أبرز هذه الجولات مسابقات في ملعب جريفيث بواشنطن العاصمة واستاد يانكي في نيويورك. فقد لعبت ألدرفير معهم في عام 1949م (ساليس) و1950م (كولينز). ثم تم التعاقد معها مرة أخرى من قبل لاسيس بعد انتقالها إلى كالامازو في عام 1951م، لكن والدتها مرضت وقررت البقاء في المنزل والعناية بها.
وكانت أصعب رامية واجهتها ألدرفير دوريس سامز وأفضل لاعبة رأتها في العمل كانت دوتي شرودر. فتتذكر قائلة: «كان لعب البيسبول والحصول على أجر مقابل الاستمتاع أمرًا رائعًا وأيضًا السفر إلى مدن مختلفة ومقابلة العديد من الأشخاص المختلفين، كان زملائي في الفريق هم الأفضل.»
بلغت ألدرفير 0.236 في متوسط الضرب في 54 مباراة. فبعد مسيرتها المهنية في لعبة البيسبول، عملت في شركة أميتر، لأكثر من 40 عامًا وتقاعدت في عام 1993م.
تزوجت في عام 1955م وغيرت اسمها إلى جيرترود ألدرفير بنر. حيث قامت هي وزوجها بتربية أطفالهما الثلاثة والذين أنجبا خمسة أحفاد. تم غلق «دوري البيسبول للمحترفين لكل الفتيات الأمريكيات» في عام 1954م ولكن يوجد الآن عرض دائم في قاعة مشاهير البيسبول ومتحف في كوبرزتاون، نيويورك منذ 5 نوفمبر 1988م، حيث يكرم أولئك الذين شاركوا في هذه التجربة الفريدة. جيرترود، مع بقية فتيات الفريق، المكرمين الآن في القاعة.
عاشت جيرترود في شرق جرينفيل، بنسلفانيا وتوفيت في 27 فبراير 2018م.